# Lorenzo Victoriano Aguirre Sánchez
Lorenzo Victoriano Aguirre Sánchez (Pamplona, Espanya 1884 - Madrid 1942) fou un escenògraf i autor espanyol. És un personatge més conegut per la seua faceta de foguerer, pintor, cartellista, il·lustrador i caricaturista que per la seua producció dramàtica.
Nasqué a Pamplona al sí d'una família de comerciants bascos, que es traslladà a Alacant quan el nostre protagonista sols tenia tres anys d'edat. Aquí es formà com a pintor. Passà temporades a Madrid i París, on aconseguí un gran coneixement de l'escenografia moderna treballant en l'equip de decoradors del Teatre de l'Òpera. El seu contacte amb el teatre no fou solament en qualitat d'escenògraf, sinó que també s'atreví a posar la lletra a tres peces líriques del seu nebot, el compositor alacantí Josep Terol Corbí: el sainet Alfonso, el enterao (1918), la sarsuela La última canción (1919) i l'opereta La Estrella de Oriente (1920). També escrigué la revista Fogueres de Sant Joan, una obra inèdita de temàtica foguerera on, a manera de mosaic, desfilen diversos personatges de la mitologia grega junt a d'altres típicament alacantins. Als anys vint Lorenzo Aguirre ja havia assolit un gran renom per les seues pintures, que podem inscriure dins del denominat Art Nouveau fins al punt que va obtenir diversos premis nacionals i internacionals. Oposità al cos de policia i en la Guerra Civil fou nomenat Cap Superior de la policia de Madrid.
Al finalitzar la contesa va passar a territori francès, però durant la segona guerra mundial tornà a Espanya, essent immediatament detingut i posteriorment executat, com tants d'altres demòcrates. És el prototipus d'artista modernista, polifacètic i gran coneixedor de la cultura clàssica.